# Wybory do Parlamentu Europejskiego w Finlandii w 2009 roku
Wybory do Parlamentu Europejskiego VII kadencji w Finlandii zostały przeprowadzone 7 czerwca 2009. Finowie wybrali 13 deputowanych (o 1 mniej niż w poprzedniej kadencji). Wybory zakończyły się zwycięstwem dwóch głównych ugrupowań rządzących. Frekwencja wyniosła 38,6%.
| Lista wyborcza                       | Głosy     | %    | Mandaty | Zmiana |
| ------------------------------------ | --------- | ---- | ------- | ------ |
| Partia Koalicji Narodowej            | 386 416   | 23,2 | 3       | −1     |
| Partia Centrum                       | 316 798   | 19,0 | 3       | −1     |
| Socjaldemokratyczna Partia Finlandii | 292 051   | 17,5 | 2       | −1     |
| Liga Zielonych                       | 206 439   | 12,4 | 2       | +1     |
| Prawdziwi Finowie                    | 162 930   | 9,8  | 1       | +1     |
| Szwedzka Partia Ludowa               | 101 453   | 6,1  | 1       | –      |
| Sojusz Lewicy                        | 98 690    | 5,9  | 0       | −1     |
| Chrześcijańscy Demokraci             | 69 458    | 4,2  | 1       | +1     |
| Komunistyczna Partia Finlandii       | 8089      | 0,5  | 0       | –      |
| Pozostali                            | 22 592    | 1,4  | 0       | –      |
| Razem                                | 1 661 275 | 100  | 13      | –1     |